# Alk jaarboeken
De serie Alk jaarboeken is een jaarlijks verschijnende boekenreeks over verschillende vervoerskundige onderwerpen waarin een overzicht van het voorafgaande jaar en blik op het komende jaar en de toekomst in schrift. De boeken zijn rijkelijk geïllustreerd in zwart-wit en in kleur. De nadruk ligt hierbij op de foto's met korte verklarende teksten. De jaarboeken worden uitgeven door Uitgeverij De Alk, een Nederlandse uitgeverij gevestigd in Sint Pancras die onder meer boeken uitgeeft met als specialisatie vervoer. De boeken worden geschreven door verschillende schrijvers met kennis van het betreffende onderwerp. De boeken verschijnen meestal in de tweede helft van november van het voorafgaande jaar.
De boeken die variëren in omvang geven een overzicht van de ontwikkelingen op het betreffende gebied in Nederland, Europa en soms ook elders op de wereld of daarbuiten. Oorspronkelijk waren de boeken van een kleiner formaat, hadden vrijwel alleen zwart-wit foto's en telde minder bladzijden dan tegenwoordig. In 2024 verschijnen de volgende jaarboeken bij de Alk:
- Alle auto's 2025 - Ad op de Weegh - Arnoud op de Weegh (voorheen Henri Stolwijk, Huub Dubbelman en Ric van Kempen)
- Luchtvaart 2025 - R. Vos
- Motoren 2025 - R. Vos
- Spoorwegen 2025- Richard Latten (voorheen Gerrit Nieuwenhuis), 46e editie, jaarboeken verschijnen sinds 1978[1]
- Trams 2025 - Bas Schenk - Maurits van den Toorn (voorheen Gerard Stoer), 46e editie, jaarboeken verschijnen sinds 1979

Ook verschenen in het verleden de jaarboeken:
- Bussen - Rinse Kooiman - Peter van der Meer, verscheen alleen van 2015 en 2016, behandelde uitsluitend bussen in Nederland
- Ruimtevaart - Piet Smolders